# Božidar Košćak
Božidar Košćak (Prečec, 20. listopada 1948.) je hrvatski kazališni, televizijski i filmski glumac.

## Filmografija

### Televizijske uloge
- "Loza" kao biskup (2011.)
- "Bibin svijet" kao Dr. Živko Umbrović (2007.)
- "Ptice nebeske" (1989.)
- "Smogovci" kao Kumpić i tip sa pištoljem (1982. – 1996.)
- "Nepokoreni grad" kao Imbra Žgorelec (1982.)

### Filmske uloge
- "Ajmo žuti" kao Krunin kolega #2 (2001.)
- "Pijanist" (1983.)
- "Tajni život Nikola Tesle" (1980.)
- "Akcija stadion" kao Lima (1977.)

### Sinkronizacija
- "Lukavi lisac Renato" kao Rudolf/Rudi, Bobi i građanin (2008.)
- "Dinotopia" (2002.)

## Vanjske poveznice
- Božidar Košćak u internetskoj bazi filmova IMDb-u (engl.)
- Stranica na Kazalište Trešnja.hr  Arhivirana inačica izvorne stranice od 11. ožujka 2009. (Wayback Machine)